# 해군좌파
해군좌파(일본어: 海軍左派 카이군사하[*])란 워싱턴 군축조약 체결 당시 체결 반대파(함대파)에 대해 찬성파(조약파), 또는 삼국동맹조약의 체결과 대미개전에 반대한 파벌을 가리킨다. 함대파 및 친독파, 대미강경파를 "우파"라 하고 그에 대비되는 입장의 조약파, 친영미파를 "좌파"라 한다. 마르크스주의 같은 정치적 "좌파"와는 아무 관련이 없다. 
왕년의 해군 주류파인 가토 도모사부로, 오카다 케이스케 등이 여기에 속했지만, 런던 해군 군축회의 이후 호리 테이키치를 비롯한 조약파 제독들이 오스미 미네오에 의해 일제히 예비역으로 전역되면서 쇼와 10년대 들어서는 약화되었다.
주요 인물로는 하세가와 키요시, 고가 미네이치, 타카기 소키치, 사네마츠 유즈루, 오오이 아츠시, 나카야마 사다요시, 우치다 카즈토미 등이 있다. 그리고 특히 요나이 미츠마사, 야마모토 이소로쿠, 이노우에 시게요시 3인을 "좌파 트리오(左派トリオ)" 또는 "해군삼우오(海軍三羽烏)"라고 불렀다. 황족 중에서는 타카마츠노미야 노부히토 친왕이 이 파벌에 속했다.
좌파라고는 하지만 육군의 통제파와 황도파에서 보이는 노골적인 군벌적 동향은 없었다. 또한 야마모토와 이노우에가 여기 속해서 혼동되는 경향이 있지만 해군좌파 = 항모 우선론자인 것도 아니다.